# Телевизор
Телевизор или ТВ пријемник је уређај за пријем радиодифузних аналогних или дигиталних сигнала телевизијских служби за земаљски, кабловски и сателитски пренос, које користи за приказ покретних слика на екрану и производњу звука на звучницима.
Телевизијски сигнал се производи у камери, претварањем покретне сцене и звука у електричне сигнале, уз помоћ фотоосетљивог уређаја и микрофона. Ови сигнали се затим емитују преко телевизијски предајника до телевизијских антене повезаних са пријемником. У антени се врши раздвајање сигнала за осветљење, боју и звук и шаљу их до телевизора. У телевизору се покретне слике добијају емитовањем слика које се састоје од тачкица у боји. Телевизори приказују између 25 или 30 мирних слика у секунди. У највећем делу Европе, телевизијске слике се састоје од 625 линија и 25 мирних слика у секунди. Овај систем приказа покретних слика назива се PAL. У САД и Јапану се користи NTSC систем, који има слике приказују у 525 линија и 30 мирних слика у секунди.
Код затворених телевизијских система, сигнал са камере се директно повезује са телевизором. На овај начин функционишу нпр. сигурносне камере у банкама и продавницама.

## Историја
Прво јавно телевизијско емитовање телевизијског програма показао је Џон Логи Берд у Енглеској 1926. године. Телевизори су почели да се развијају у време првог телевизијског емитовања у Уједињеном Краљевству и Немачкој, а прве програмске шеме су се састојале од вести, музичких и плесних представа уживо и филмова. Све слике су биле црно-беле до 1953. године. Први програм у боји емитован је најпре у САД.
На територији бивше Југославије, прво емитовање телевизијског програм било је из студија Телевизије Београд 23. август 1958. године. На посебним носачима телевизори су били постављени на десетине места у граду, а поред сваког телевизора налазио се техничар и давао објашњења уличним гледаоцима. Камере су се налазиле у свим халама Београдског сајма.
У почетку су телевизори били веома скупи, а прва масовнија куповина започела у време Олимпијских игара 1964.
У Југославији телевизоре су производили: Електронска индустрија Ниш, Радио индустрија Загреб и „Руди Чајавец“ из Бање Луке.

## Врсте телевизора
Телевизор се састоји од бирача канала, односно (тјунера), екрана и звучника.
Први примерци телевизора су били изграђени на бази електронских цеви и екрана. Код телевизора у боји, иза екрана телевизијског пријемника се налазе три електронска топа са катодним цевима, односно користе ЦРТ (енгл. cathode ray tube) методологију. Ови топови ослобађају црвену, зелену и плаву светлост, односно електроне, који погађају екран са фосфорним премазом. Фосфор емитује светлост, а испред њега се налази маска за филтрирање светлости. Осим тога, у телевизору се звучни сигнал појачава и води на звучник или звучнике.
Већина телевизора који се данас могу наћи на тржишту су са равним (енгл. flat) широком екранима, који се лако могу поставити на зидни или стони сталак. Мада већина изгледају готово исто, они користе две основне технологије:
- ЛЦД екрани слику добијају филтрирањем беле позадинске светлости, коју емитују флуоресцентне сијалице или ЛЕД диоде. Филтрирање врши слој течних кристала састављен од милиона појединачних кристалића, који се под утицајем електричне енергије закрећу те пропуштају више или мање светлости. Пропуштено светло пролази кроз филтер боја које образују слику. Основни проблем ЛЦД телевизора, од њиховог настанка је био је приказ дубоке, тамне црне боје, као и рубно осветљење танких екрана, али су развојем технологије ови проблеми решени.
- плазма телевизори, са ПДП (енгл. plasma display panel) технологијом, користе стотине хиљада индивидуалних ћелија од природних гасова (ксенон и неон), у којима се различитим напонима стварају електрични импулси, што производи емисију ултраљубичасте светлости. Она делујући на фосфорни премаз преко сваке ћелије производи видљиву светлост разних нијанси црвене, зелене и плаве боје. Цео спектар боја постиже се побуђивање различитим напонима, што даје различите уделе и интензитете три основне боје. У почетку, основни недостатак ових телевизора је био висок утрошак енергије, посебно у односу на ЛЦД телевизоре, али је проблем временом решен. Такође је у великој мери решен и проблем приказивања статичке слике кроз дужи временски период, али и поред тога ова технологија и даље заостаје за ЛЦД телевизорима.